# Josef Válka
Josef Válka (13. července 1929 Borač-Podolí – 13. května 2017 Brno) byl český historik, emeritní profesor českých dějin na Masarykově univerzitě v Brně.

## Život
V letech 1948–1952 Josef Válka vystudoval historii na Filozofické fakultě Masarykovy univerzity v Brně. Mezi jeho učiteli byli významní historikové, zabývající se starověkem (Ferdinand Stiebitz), staršími českými dějinami (Rudolf Urbánek) i pomocnými vědami historickými (Jindřich Šebánek). V jeho badatelské dráze jej ale nejvíce ovlivnili brněnští profesoři obecných dějin Rudolf Holinka a Josef Macůrek. Svá tehdejší studia ukončil diplomovou prací z hospodářských dějin v předbělohorském období.
Roku 1952 vstoupil do brněnského Historického ústavu Filozofické fakulty zprvu jako aspirant, později jako odborný asistent. Roku 1965 se zde habilitoval (později již nepublikovanou) prací František Palacký. Pojetí českých středoevropských dějin a teorie dějepisectví. To bylo období, kdy se začal podstatně více zajímat o metodologii a teorii dějin zvláště v tehdejším francouzském dějepisectví. Podílel se na redakci překladů významných zahraničních děl do češtiny (edice Otázky dějin) a za svého pobytu ve Francii roku 1969 se seznámil s Robertem Mandrou (1921–1984) a zvláště pak s Victorem-Lucienem Tapié (1900–1974). To jej inspirovalo jednak k promýšlení nových přístupů v historiografii střední Evropy, jednak k projektu syntézy hospodářských a kulturních dějin Moravy. Obojí tehdy představovalo nová témata jeho vysokoškolských přednášek na přelomu 60. a 70. let 20. století. Vedle toho se veřejně zapojil do tehdejší literární publicistiky.
Na počátku normalizace mu byla jeho další pedagogická činnost znemožněna a Josef Válka byl roku 1974 přeřazen na místo administrativního pracovníka Historického ústavu. V této pozici zůstal do konce roku 1989. Zprvu nemohl ani zveřejňovat své vědecké práce, nicméně v průběhu 80. let se postupně svými texty prosazoval především v regionálních odborných časopisech (Husitský Tábor, Studia Comeniana et Historica v Uherském Brodu, Jižní Morava v Mikulově, Studie Muzea Kroměřížska v Kroměříži, brněnská hudební revue Opus musicum).
Roku 1990 mu bylo vráceno právo vyučovat na univerzitě a byl jmenován profesorem českých dějin. Vedle výrazné publicistické činnosti se věnoval též organizaci vědecké práce ve společenských a historických vědách (jak v oblasti doktorského studia na Historickém ústavu Masarykovy univerzity, tak jako člen předsednictva Grantové agentury České republiky). Od roku 1997 byl dopisujícím členem Královské historické společnosti v Londýně, od roku 2000 členem Collegia Carolina v Mnichově. Roku 2007 byl emeritován.

### Ocenění
- 1996 Medaile Františka Palackého AV ČR za zásluhy o společenské vědy

## Dílo
Válkovo historiografické dílo je značně mnohostranné. Jeho základem zůstává především důraz položený na dějiny Moravy jako země s jedinečnou sociální a kulturní strukturou v průsečíku měnících se mocenských vztahů. Přitom pracuje s velmi širokým spektrem záběru: od hospodářských dějin přes dějiny politické a kulturní až po historiografii a filozofii dějin. Za nesmírně důležitou součást své práce považuje ovšem také četnou recenzní a popularizující činnost a publicistiku v denním tisku.
Na počátku své badatelské kariéry se věnoval především sociálním a hospodářským dějinám. Roku 1962 zveřejnil svou doktorskou práci o Hospodářské politice feudálního velkostatku na předbělohorské Moravě a další, podobně zaměřené studie publikoval později též časopisecky. V zahraničí se stala známou zejména jeho stať Le grand domaine féodal en Bohème et en Moravie du 16e au 18e siècle. 
Jeho zájem na konci 60. let 20. století o novou německou historickou esejistiku (Golo Mann) a francouzskou historiografii (Škola Annales) se nejvýrazněji projevil v jeho vysokoškolských skriptech Česká společnost v 15. – 18. století (Úvod do problematiky sociálních dějin pozdního feudalismu), I. Předbělohorská doba. Praha 1972, která vybudoval jako studijní příručku, ukazující možnosti nových způsobů řešení historických problémů. Druhý, více kulturně historicky a na dějiny mentalit Moravy zaměřený svazek nebyl vydán (publikována byla pouze jeho zkrácená část jako díl II. Bělohorská doba. Praha 1983). V průběhu 80. let se badatelsky soustředil především na dějiny husitství na Moravě, jemuž věnoval cyklus vynikajících monografických studií. Důležité a podnětné pro mladší generaci jeho žáků byly rovněž jeho kulturně historické úvahy o epochách manýrismu, baroku a o masové kultuře v raném novověku. Nezůstával přitom pouze u historických témat, ale velmi jej zaujala i dobová debata o postmodernismu na konci 80. let. Studie a eseje z tohoto období byly později zveřejněny ve dvou sbornících v roce 2005 a 2009.
Svou dosavadní badatelskou práci mohl shrnout na počátku 90. let 20. století do dvou publikací o dějinách středověké a raně novověké Moravy (Středověká Morava, 1991 a Morava reformace, renesance a baroka, 1995). V těchto knihách představil Josef Válka mimo jiné své pojetí „narativní historiografie“, jejíž původ spatřoval zvláště v tvorbě francouzského historika Georgese Dubyho, jehož osobně velmi obdivoval. Ve Válkových studiích v 90. letech 20. století a na počátku nového tisíciletí se některá jeho "staronová" historická témata znovu objevují v přístupech „nových politických a sociálních dějin“. Jejich základem není již tradiční pojem „kultury“, ale naopak foucaultovský pojem „moci“. Pod tímto zorným úhlem analyzoval v předbělohorském českém prostředí skupinu „politiků“, kteří usilovali o nadkonfesijní řešení náboženských a politických problémů a v cyklu nejnovějších časopiseckých studií uvažuje nad cestami postupného zrodu stavovské zemské obce, vznikající v Čechách a na Moravě po odeznění husitské revoluce.

## Publikace
Poznámka: Soupis publikací Josefa Války do roku 1999 je zveřejněn v jubilejním sborníku, vydaném jeho brněnskými spolupracovníky a žáky; doplňující výběr z bibliografie byl otištěn v jubilejním čísle časopisu Studia Comeniana et Historica roku 2009.
Knižní monografie:
- Hospodářská politika feudálního velkostatku na předbělohorské Moravě (Spisy Univerzity J. E. Purkyně, Filozofická fakulta, sv. 82). Praha: Státní pedagogické nakladatelství, 1962, 263 s.
- Česká společnost v 15.-18. století (Úvod do problematiky sociálních dějin pozdního feudalismu): Sv. I. Předbělohorská doba. Praha 1972; Sv. II. Bělohorská doba. Praha 1983.
- Dějiny Moravy I. Středověká Morava (Vlastivěda moravská, nová řada). Brno: Muzejní a vlastivědný spolek, 1991, 231 s.
- Dějiny Moravy II. Morava reformace, renesance a baroka (Vlastivěda moravská, nová řada sv. 5). Brno: Muzejní a vlastivědný spolek, 1995, 275 s. ISBN 80-85048-17-5.
- Husitství na Moravě – Náboženská snášenlivost – Jan Amos Komenský. Brno: Matice moravská, 2005, 380 s. ISBN 80-86488-17-9.
- Myšlení a obraz v dějinách kultury. Studie, eseje, reflexe. Brno: Matice moravská, 2009, 368 s. ISBN 978-80-86488-56-1

Participace na kolektivních dílech:
- (spolu s Františkem Kavkou): Dějiny Československa 1437-1781. Praha: Státní pedagogické nakladatelství, 1965.
- Ivo Krsek-Zdeněk Kudělka-Miloš Stehlík-Josef Válka, Umění baroka na Moravě a ve Slezsku. Praha: Odeon, 1996.
- (sous la direction de Jiří Kroupa), La Moravie a ľâge baroque 1670-1790: dans le miroir des ombres. Paris, Somogy éditions d´art 2002. ISBN 2-85056-569-5: La Moravie, un pays au coeur de l´Europe, s. 15-35; Emblemes du baroque en Moravie, s. 81-83.

Vybrané studie o husitství na Moravě:
- Morava roku 1421. Studie k dějinám husitské revoluce na Moravě. In: Studia Comeniana et Historica 9, 1979, č. 20, s. 5–30.
- Počátek války o Moravu (1422–1423). In: Jižní Morava 18, 1983, s. 48–66.
- Vrchol bojů o Moravu (1423–1425). In: Jižní Morava 21, 1985, s. 89–108.
- Hegemonie husitů na Moravě. In: Jižní Morava 23, 1987, s. 65–83.
- Cesta Moravy ke kompaktátům. In: Jižní Morava 24, 1988, s. 91–114.
- Moravský státoprávní epilog husitské revoluce. In: Jižní Morava 25, 1989, s. 89–101.

Vybrané studie o závěru husitské revoluce:
- Zikmund a husité. Jak zakončit (husitskou) revoluci? In: Časopis Matice moravské 128, 2009, s. 3-33.
- Kompaktáta a Kapitulace. Charta stavovských svobod? In: Časopis Matice moravské 129, 2010, s. 19-43.
- Husitská revoluce a první pokusy o restauraci. In: Časopis Matice moravské 130, 2011, s. 3-27.

Vybrané studie o „politicích“ a náboženské koexistenci:
- „Politická závěť“ Viléma z Pernštejna (1520–1521). Příspěvek k dějinám českého politického myšlení v době jagellonské. Časopis Matice moravské 90, 1971, s. 63–72.
- Tolerance, či koexistence? K povaze soužití různých náboženských vyznání v českých zemích v 15. až 17. století. Studia Comeniana et Historica 18, 1988, 35, s. 63–75.
- Politika a nadkonfesijní křesťanství Viléma a Jana z Pernštejna. In: Petr Vorel (ed.): Pernštejnové v českých dějinách. Sborník příspěvků z konference konané v Pardubicích 8.–9. 9. 1993. Pardubice 1995, s. 173–183.
- Ctibor Tovačovský z Cimburka a Morava jako model stavovské země. In: František Hýbl (ed.): Morava na prahu nové doby. Sborník příspěvků z konference konané 22.–23. června 1994 u příležitosti 500. výročí úmrtí Ctibora Tovačovského z Cimburka. Přerov 1995, s. 22–36.
- Karel starší ze Žerotína a problém jeho "zrady". In: Tomáš Knoz (ed.), Morava v době renesance a reformace. Brno, Moravské zemské muzeum 2001, s. 59-68.
- Die Politiques. Konfessionelle Orientierung und politische Landesinteresse in Böhmen und Mähren (bis 1630). In: Ständefreiheit und Staatsgestaltung in Ostmitteleuropa. Übernationale Gemünsamkeiten in der politischen Kultur vom 16.-18. Jahrhundert. Leipzig 1996. s. 229-241.
- Les Politique tchèques et moraves au temps des hussites. In: Histoire des ideés politiques de l´Europe centrale. Paris 1998. s. 135-151.

Vybrané studie historiografické:
- František Palacký – historik. In: Milan Myška (ed.): Památník Palackého 1798–1968. Ostrava 1968, s. 31–69.
- La théorie de l’histoire chez F. Palacký. In: Sborník prací filozofické fakulty brněnské univerzity (SPFFBU), řada historická C 14, 1967, s. 79–100.
- Manýrismus a baroko v české kultuře 17. a 1. pol. 18. století. In: Studia Comeniana et Historica 8, 1978, 19, s. 155–213.
- Problemy interpretacji kultury barokowej w Czechach i na Morawach. In: Kwartalnik historyczny 90, 1983, s. 823–838.
- Josef Polišenský v diskurzu poválečné historiografie. In: Pocta Josefu Polišenskému. Olomouc: Univerzita Palackého, 1996, s. 171-177.
- Palacký a francouzští liberální historikové. In: František Palacký 1798-1998 - dějiny a dnešek. Praha 1999, s. 93-100.
- Nová historie středověku. In: Georges Duby, Vznešené paní z 12. století. Praha: Atlantis, 1997, s. 113-122.
- Kalivodovo historické myšlení. In: Historicko-filozofické dílo Roberta Kalivody. Olomouc: Univerzita Palackého, 2000. s. 6-22.
- Historiografie před koncem tisíciletí. In: Časopis Matice moravské 99, 2000, s. 429-467.
- Nejen šedesátá léta. In: Francouzská inspirace pro společenské vědy v českých zemích. Praha: CEFRES, 2004, s. 45-67.